# 아미앵 전투

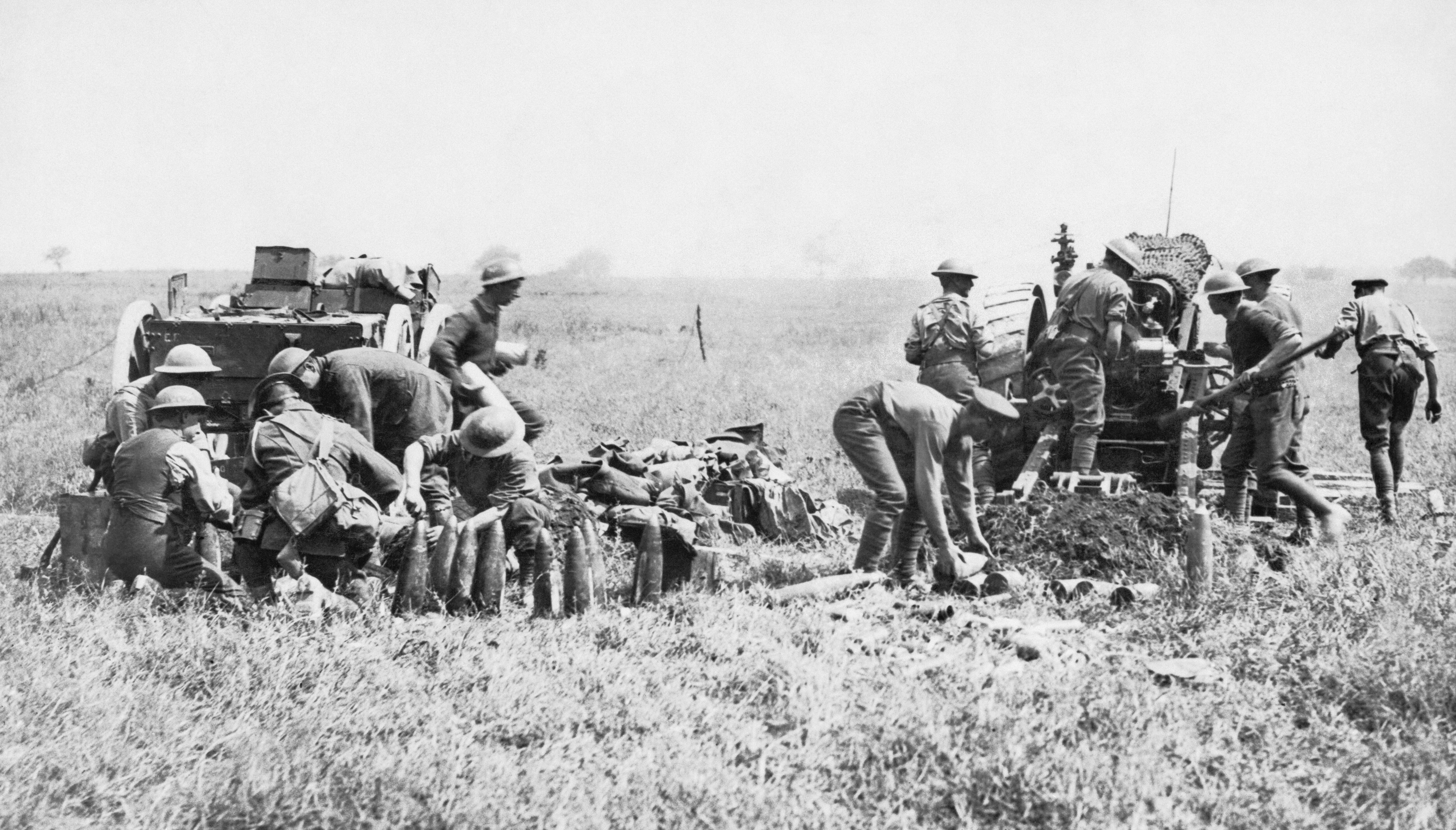

아미앵 전투 혹은 제3차 피카르디 전투는 제1차 세계 대전 동맹국을 패배시킨 100일 공세의 시작을 알린 전투다. 협상국은 첫째 날에 11km를 전군했는데 이는 제1차 세계 대전 최대 규모였다. 에리히 루덴도르프는 이 날을 일컬어 독일군 암흑의 날이라고 일컬었다. 아미앵 전투는 첫 대규모 기갑 전투들 중 하나였다.